# 三菱Mirage Dingo
三菱Mirage Dingo（日语：三菱・ミラージュディンゴ）乃日本三菱汽車自1999年至2002年之間所製造發售的迷你多功能休旅車，採用第五代三菱Mirage的縮短版底盤平台。

## 概要
按照車型尺寸而言，該車款本屬於緊湊型高頂旅行車，但三菱汽車自稱為「Smart Utility Wagon」（縮寫成SUW），並僅限於「Galant」銷售通路販售。此外，三菱Dion衍生自該車款，2001至2013年間中國哈飛汽車也曾國產化成「哈飛賽馬」。
該車款和另一台輕型高頂旅行車三菱Toppo BJ幾乎在同時期開發，因此兩種車款在外觀造型上有一點類似，尤其是前後葉子板的部位。雖然該車款之名稱帶有「Mirage」這個字，卻與三菱Mirage毫無淵源。車名的「Dingo」與澳洲野犬丁格犬沒有關聯，而是將英語「Bingo」字首改成三菱「Diamond」的「D」。

## 歷史
1999年 - 1月4日正式問世，外觀上令人印象最鮮明的莫過於不規則五邊形的車頭燈，以及與之相應的前保桿。動力心臟計有1.5L直列四缸DOHC 4G15型、1.8L直列四缸DOHC 4G93型等二種引擎，而且採用當時同級車鮮見的GDI直噴設計。3月29日推出特仕車「Marble」，後車廂附有可以固定嬰兒車的掛件，車室內則換上抗菌除臭椅罩（具備收納衛生紙及濕紙巾的口袋），後座腿部空間設有平底墊、方便更換尿布的防水墊等。後座及尾門車窗裝設窗簾，後車門左上角加裝鏡子以便駕駛者看顧嬰兒的狀況，打開車門時車內自動播放童謠《瑪莉有隻小綿羊》，另有小熊圖案的貼紙及腳踏墊。
同年5月11日發售特仕車「Pearl Dingo」，車身塗裝為珍珠白色，具備抗紫外線玻璃、重新設計的14吋鋁圈、全自動空調、立體聲音響及四支喇叭、前後電動車窗等配備。12月11日實施小改款，變更進氣壩造型，新設14吋鋁合金輪圈及後座電動車窗，新增4WD車型；同時也發售了配置衛星導航系統的特仕車「Navi Dingo」。
2000年 - 1月20日新增搭載1.3L直列四缸SOHC 4G13型引擎的「X」車型。
2001年 - 2月2日實行第二度小改款，最大的改變在於將不規則五邊形的大燈改成橫式，進氣壩也改為三道橫式格柵。此外，所有1.5L車型搭配CVT變速箱，並新設了最入門的1.3L「POP」車型。
2002年 - 5月7日推出特仕車「Steiff Teddy Bear Edition」，車身共有珍珠綠、珍珠白、金屬紅等三種，後車門左下角貼有泰迪熊圖案及「Steiff」標誌，左車門後照鏡貼有「BUTTON IN EAR」貼花。內裝方面採用深綠及白色雙色調，速度表、置物盒、車門飾板、前座座椅等皆有「Steiff」標誌。同年9月，銷售成績因受到「三菱召回隱瞞（俗稱三菱之恥）」的影響而積弱不振，原廠遂將之停產。

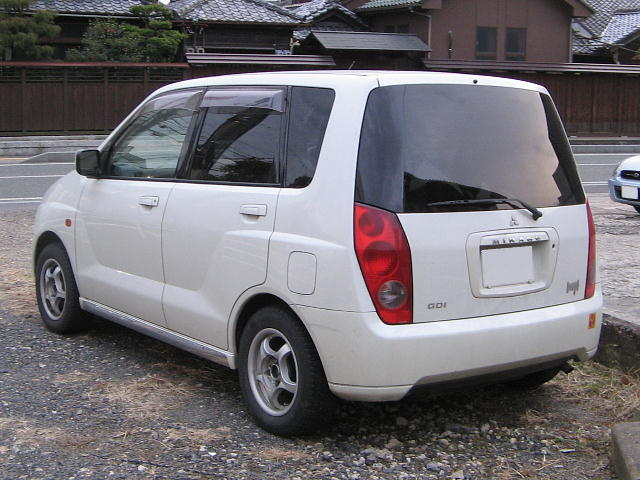
前期型車尾
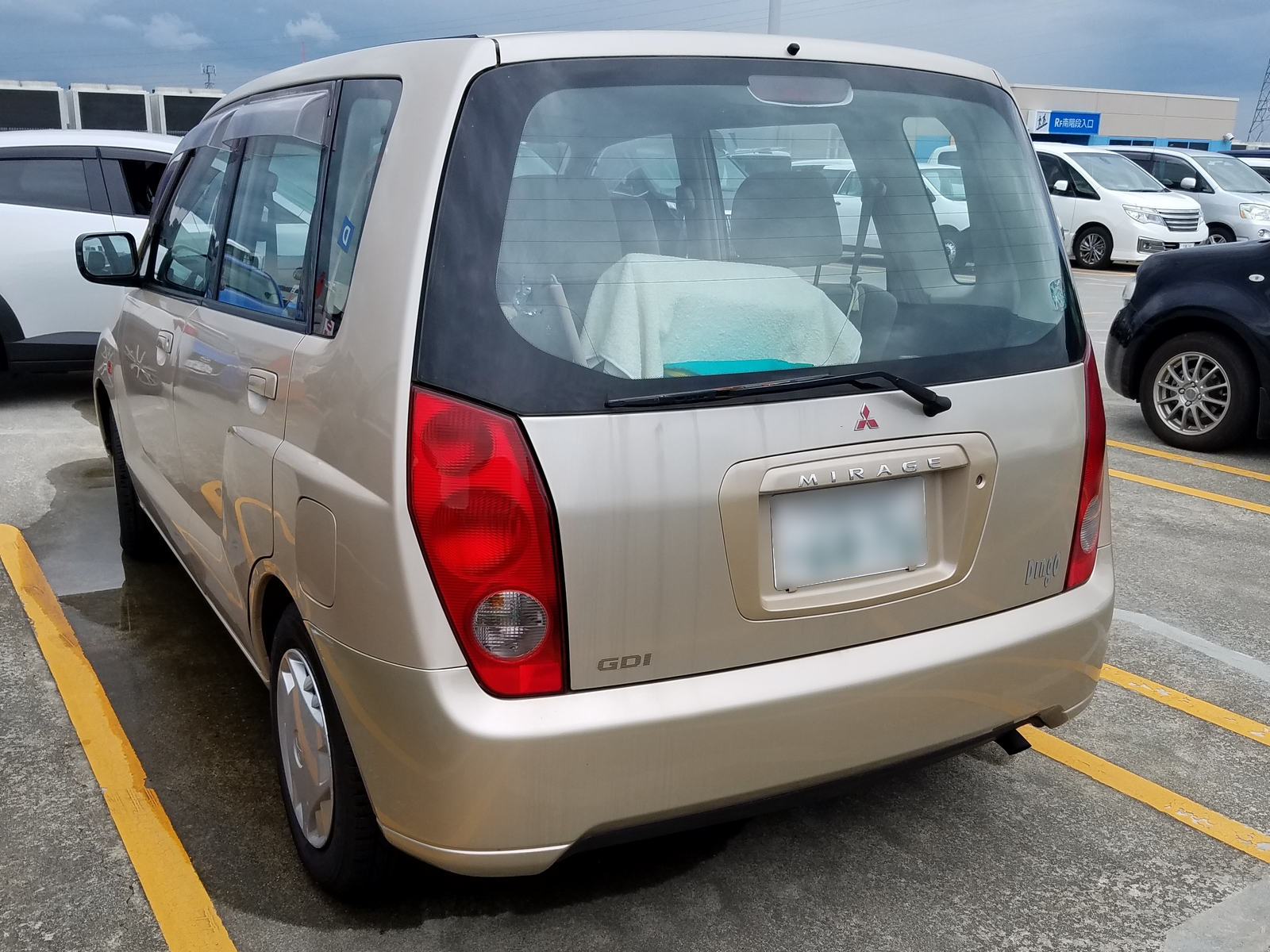
後期型車尾

### 中國哈飛賽馬
中國哈飛汽車於2001年4月將Mirage Dingo國產化，翌年8月正式推出名為「哈飛賽馬」，搭載哈爾濱東安汽車動力公司所生產的1.3L DA471Q型及1.6L DA476Q型引擎，配合五速手排變速箱。2009年第十三屆上海國際汽車工業博覽會上推出小改款的「新時代賽馬」，動力心臟換上1.5L直列四缸SOHC 4G15S型引擎，外觀方面增加車頂行李架、前照燈等配備。
哈飛賽馬在上市之初的銷售成績表現不錯，第一年每月銷量達到2千輛之譜，但第二年開始下滑；直到2013年停產為止，總銷售量未超過9萬輛。除了哈飛汽車本身的行銷能力不足之外，產品的低妥善率也是一大主因。由於原型車為右駕，三菱提出右駕改左駕的方案索價每年5千萬美元，後來哈飛汽車自行修改，但是許多細節沒有配合，最終導致零件妥善率低下。

## 外部連結
- （日語）MOTOR DAYS: 三菱 ミラージュ ディンゴ （页面存档备份，存于）